# Système électrique de La Réunion
La Réunion fait partie des zones insulaires non interconnectées au réseau électrique métropolitain français (ZNI) qui disposent d’une législation spécifique concernant la production et la distribution d’électricité. Étant électriquement isolées, les zones insulaires doivent produire elles-mêmes l’énergie qu’elles consomment. 
La Réunion reste dépendante des énergies fossiles, qui constituent 64 % de ses ressources, en dépit d'un fort potentiel naturel en termes d’énergies renouvelables. En effet, le relief et la forte pluviométrie de l’ile sont propices à la production hydroélectrique, tandis que l’importante culture de canne à sucre permet d’exploiter la bagasse (résidu de la production de canne à sucre utilisé comme combustible dans certaines centrales thermiques). Depuis quelques années, la croissance de la consommation d’électricité de la Réunion ralentit. En 2012, elle était limitée à 4 %, soit quatre fois moins qu’en 2000. Cette baisse s’explique par la crise, mais également par différents plans d’économie d’énergie mis en place par l’État et les énergéticiens.

## Moyens de production

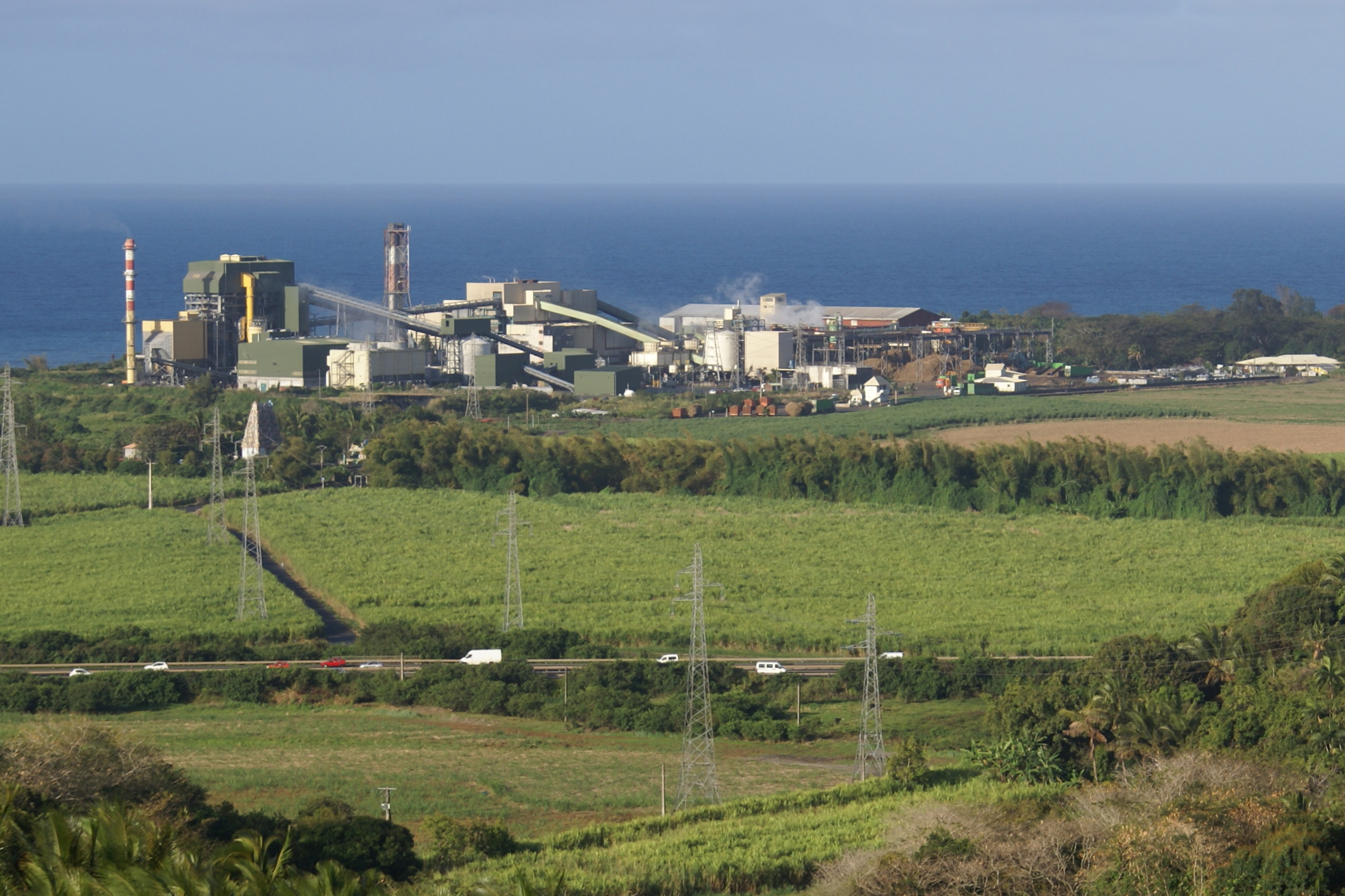
Usine sucrière de Bois Rouge produisant de l'électricité à partir de la bagasse.

La Réunion utilise plusieurs catégories de moyens de production d'électricité : centrales thermiques fossiles d'une part, énergies renouvelables d'autre part (hydroélectricité, bagasse, biogaz, éolien, solaire). 
Il existe actuellement quatre centrales thermiques fossiles en activité sur l’île de la Réunion : Le Port-Est, composé de 12 moteurs diesel de 18,3 MW chacun, pour une puissance totale de 220 MW. La mise en service de la centrale du Port-Est courant 2013 a permis l’arrêt de la centrale thermique du Port-Ouest après quarante années de fonctionnement ; La Baie, composée de deux turbines à combustion d’une puissance totale de 80 MW ; Bois Rouge, combinée bagasse et charbon, d’une puissance de 100 MW ; et Le Gol, combinée bagasse et charbon, d’une puissance de 111 MW. Les centrales de La Baie et du Port sont exploitées par EDF et celles de Bois Rouge et du Gol, par Séchilienne-Sidec, rebaptisée Albioma depuis juin 2013.
Parmi les énergies locales, la bagasse joue un rôle original et important : la bagasse, un résidu de procédé de traitement de la canne à sucre, peut être utilisée pour produire de l’énergie vapeur et électricité. À La Réunion, elle est mise en valeur dans deux centrales bicombustibles « charbon-bagasse » et biénergie (vapeur et électricité) : la centrale de Bois Rouge depuis juillet 1992, et la centrale du Gol depuis septembre 1995. L’originalité fondamentale des centrales bagasse-charbon, conçues par la Société Séchilienne Sidec, est de réunir dans une seule installation deux fonctions : celle de chaufferie de la sucrerie, brûlant toute sa bagasse avec de hauts rendements et avec une pollution considérablement réduite, plus la fonction d’une véritable centrale électrique de réseau avec les mêmes caractéristiques de fiabilité, de disponibilité et de respect des normes antipollution. La Réunion produit annuellement 550 000 tonnes de bagasse valorisées en quasi-totalité dans les deux centrales thermiques du Gol et de Bois Rouge. En 2010, la part de la production électrique à partir de la bagasse a été de 10 %, en légère hausse par rapport à 2009. La fluctuation d’une année à une autre de la part de la bagasse dans la production électrique dépend essentiellement de la qualité de la campagne sucrière.

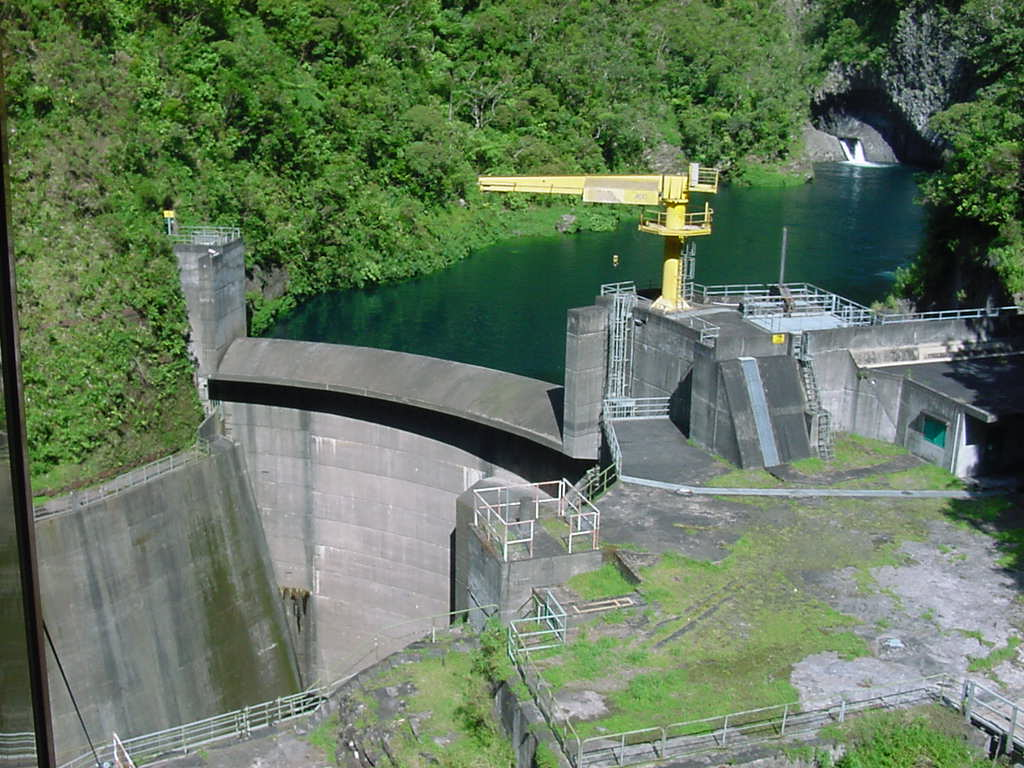
Barrage hydroélectrique de Takamaka

Cinq centrales hydroélectriques produisent de l’électricité à La Réunion, dont la centrale hydroélectrique de Sainte-Rose sur la Rivière de l’Est (91 MW), Takamaka 1 et Takamaka 2 (43,4 MW), Bras de la plaine (4,6 MW), Langevin (3,6 MW) et Bras des Lianes (2,2 MW). À l’exception de celle de Bras des Lianes gérée par le Conseil général de la Réunion, les centrales hydroélectriques sont entretenues et exploitées par EDF.
Le biogaz est représenté par l’usine de méthanisation de la Rivière Saint-Étienne mise en activité en 2008. Elle transforme des déchets en biogaz utilisé pour produire de l’électricité. Cette unité de production, exploitée par Véolia, dispose d’une puissance de 2 MW.
Lors des cinq dernières années, l’éolien et le solaire se sont fortement développés sur l’île. Il existe à la Réunion de nombreuses petites unités de production éoliennes ou solaires, qu’il s’agisse d’exploitations privées ou appartenant à des énergéticiens professionnels. Les fermes les plus importantes sont les fermes éoliennes de La Perrière (8,5 MW), exploitées par Aérowatt, et de Sainte Rose (6,3 MW) appartenant à EDF, et la ferme solaire de Sainte Rose (9 MW) exploitée par EDF EN Océan Indien.

## Production et consommation
En 2012, la Réunion a pu ramener son taux de dépendance énergétique au niveau de 2008 : 87,2 %. La production nette d’électricité, livrée sur le réseau à La Réunion, s’est élevée à 2 811 GWh, en augmentation de 2,2 % par rapport à 2011. Cette croissance de la consommation électrique ralentit.
La production électrique a été assurée à 65 % par des énergies primaires fossiles (pétrole et charbon) et à 35 % par des énergies renouvelables, dont la part dans la production d’électricité augmente de 5 points par rapport à 2011. L’augmentation de la production des énergies renouvelables (+122 GWh) a couvert 231 % de la croissance annuelle de la consommation d’électricité.
En 2012, la production électrique de la plupart des différentes énergies renouvelables a augmenté : celle des centrales hydrauliques a augmenté de 22 %, en raison d’une pluviométrie revenue à la normale après une année de sécheresse en 2011 ; la production éolienne a augmenté de 56 % et celle du biogaz de 50 % ; la production photovoltaïque a poursuivi son développement (+ 86 GWh, soit +34 %). À l’inverse, la production à partir de la bagasse est restée à peu près stable à 267 GWh.
|                                      | Hydraulique | Bagasse | Solaire | Éolien  | Biogaz | Total EnR |
| Puissance installée (MW)             | 133,4       | 210,0   | 152,0   | 16,5    | 2,9    | 514,8     |
| Production électrique (GWh)          | 488,0       | 267,1   | 190,4   | 18,2    | 9,6    | 973,3     |
| Part des EnR dans la prod.électrique | 17 %        | 10 %    | 7 %     | 0,6 %   | 0,3 %  | 34,6 %    |
| Variation prod. 2012/2011            | +21,5 %     | -1,0 %  | +34,3 % | +55,6 % | +50 %  | +12,5 %   |

Le bilan électrique de la Réunion a évolué comme suit :
|                                   | 2012  | 2013  | 2014  | 2015  | 2016  | 2016   | Variation (%) | Variation (%) |
|                                   | GWh   | GWh   | GWh   | GWh   | GWh   | %      | 2016/15       | 2016/10       |
| Production d'électricité          |       |       |       |       |       |        |               |               |
| Hydraulique                       | 495   | 564   | 431   | 496   | 465   | 15,2 % | -6 %          | -6 %          |
| Éolien                            | 17    | 14    | 16    | 16    | 18    | 0,6 %  | +12 %         | +6 %          |
| Photovoltaïque                    | 191   | 225   | 227   | 238   | 248   | 8,1 %  | +4 %          | +30 %         |
| Thermique classique               | 2 241 | 2 138 | 2 311 | 2 263 | 2 333 | 76,1 % | +3 %          | +4 %          |
| Production totale brute           | 2 944 | 2 941 | 2 984 | 3 012 | 3 064 | 100 %  | +2 %          | +4 %          |
| Consommation branche énergie      | 422   | 391   | 387   | 355   | 356   | 11,6 % | +0,3 %        | -16 %         |
| Consommation finale d'électricité |       |       |       |       |       |        |               |               |
| Résidentiel                       | 1 107 | 1 145 | 1 171 | 1 196 | 1 219 | 45,0 % | +2 %          | +10 %         |
| Tertiaire                         | 1 173 | 989   | 1 073 | 1 100 | 1 121 | 41,4 % | +2 %          | -4 %          |
| Industrie, agric., transports     | 241   | 416   | 354   | 361   | 368   | 13,6 % | +2 %          | +53 %         |
| Consommation finale               | 2 521 | 2 550 | 2 597 | 2 657 | 2 709 | 100 %  | +2 %          | +7,5 %        |

Ce tableau classe la bagasse dans le thermique classique : l'électricité primaire ne doit pas être confondue avec les énergies locales et renouvelables.

## Réseau électrique
Le réseau électrique de la Réunion est constitué à fin 2012 de :
- 436,4 km de lignes haute tension (HTB : 63 kV) dont 59,85 km en souterrain et 17,2 km de réseau immergé,
- 3 057 km de lignes moyenne tension (HTA : 15 kV) dont 1 917 km en souterrain,
- 5 545 km de lignes basse tension (BT : 230 V) dont 1823 km en souterrain.

## Projets en cours
La Réunion s'est donné comme objectif d'atteindre l'autonomie électrique à l’horizon 2030, grâce en particulier au développement de l'utilisation de la bagasse et aux énergies marines.
Le groupe public EDF expérimente en 2010 la plus grande batterie d’Europe, un accumulateur sodium-soufre (Na-S), proposant un stockage de haute technologie. La batterie sodium-soufre, d’une puissance de 1 MW, est installée à Saint-André en novembre 2009.
Plusieurs projets d’exploitation de l’énergie marine sont en cours de conception en 2013, comme les projets Pelamis et Ceto (énergie de la houle) à Saint-Pierre (La Réunion) ; le projet SWAC à Saint-Denis et Sainte-Marie (climatisation par l’eau de mer des profondeurs) ; ou le projet d’exploitation de l’énergie thermique des mers au Port et à Saint-Pierre.
EDF, exploitant de la centrale thermique du Port Est, projette en 2022 de convertir sa centrale à la biomasse liquide afin de nettement diminuer ses émissions de CO2. De même, Albioma va convertir ses usines de Bois-Rouge et du Gol, à la biomasse, des pellets de bois en provenance des États-Unis. Une étude de Deloitte a montré que, même en comptant les émissions dues à la fabrication des pellets et à leur transport jusqu'à l'île, on peut s'attendre à une réduction de près de 84 % des émissions de CO2. La conversion des usines de Bois-Rouge et du Gol fera passer la part des énergies renouvelables dans le mix électrique réunionnais d'environ 35 % à 73 %.
Les éoliennes du parc de La Perrière ont été renouvelées, faisant passer la puissance du parc de 8,5 MW à 19,8 MW et celui de Sainte-Rose va probablement être remplacé dans les prochaines années.